# الكبس (الحصن)

تعديل مصدري - تعديل

الكبس هي إحدى قرى عزلة اليمانية العليا بمديرية الحصن التابعة لمحافظة صنعاء، بلغ تعداد سكانها 1145 نسمة حسب تعداد اليمن لعام 2004.